# 冯玉
冯玉（？—952年），字璟臣（景臣），后晋末年宰相，定州人。其父邺都副留守冯濛。
冯玉年少時举进士不中。冯赟为河东节度使，征辟他为推官。冯玉入拜监察御史，迁至礼部郎中，为盐铁判官。晋出帝石重貴纳馮玉姊为中宫皇后，冯玉受到恩宠甚厚，以馮皇后的外戚知制诰，拜中书舍人。冯玉不識书文，當時和殷鹏同为舍人，制诰常派殷鹏代作。之後，馮玉出为颍州团练使，歷任端明殿学士、户部侍郎，迁枢密使、中书侍郎、同中书门下平章事。
當时，冯皇后掌權，军国大务，决斷于馮玉。馮玉善于承迎帝意，于是更加有宠。一次有病在家，晋出帝對诸宰相說：“自刺史以上，等到冯玉病好任事，才能任命。”冯玉任命中书舍人卢价为工部侍郎，桑维翰以卢价资望浅，不同意，于是馮玉与桑维翰有隙，桑维翰于此罢相。馮玉为相，四方贿赂，积赀巨万，因此朝政日坏。冯玉为枢密使，有朝使马承翰有口才，一天持名刺来拜見馮玉，馮玉看看名刺開玩笑說：“马既有汗，宜卸下鞍。”马承翰应声答道：“明公姓冯，可谓死囚逢狱。”馮玉自以失言，於是向马承翰道歉。
契丹灭后晋，张彦泽先以兵入京师開封府，兵士争先入馮玉家，家财巨万，一夕被掠奪而尽。第二天馮玉见張彦泽，還是谄笑，自稱愿持后晋玉玺献給契丹，希望再得到遼太宗的恩奖重用。張彦泽不纳。馮玉从晉出帝北迁，玉从入契丹，契丹命冯玉为太子太保。周太祖广顺二年，其子馮杰從幽州沒有告知父親亡归後周，馮玉害怕受到谴责，於是在遼國鬱鬱而終。 

## 延伸阅读
[在维基数据编辑]
 《舊五代史·卷89》，出自薛居正《舊五代史》
 《新五代史·卷56》，出自歐陽修《新五代史》